# Börje Brilioth
Börje Herman Brilioth, född 11 maj 1884, död 21 mars 1968 i Stockholm, var en svensk journalist. Han var bror till teologen Yngve Brilioth.
Brilioth blev filosofie doktor vid Uppsala universitet 1913 med avhandlingen A grammar of the dialect of Lorton, Cumberland. Efter att några år ha verkat som lärare övergick Brilioth 1918 till publicistisk verksamhet och han var 1918–1920 medarbetare i Nordiska presscentralen, 1920–1921 utrikeschef för Tidningarnas telegrambyrå samt 1921–1926 chef för American-Swedish news exchange i New York. 1927 grundade Brilioth Svensk-internationella pressbyrån i Stockholm, vars chef han förblev fram till 1938. Brilioths stora kännedom om utländska förhållanden togs upprepade gånger i anspråk för nyhetsförmedling vid och propaganda för kongresser och dylikt. Åren 1938–1948 var han chefredaktör för Stockholms-Tidningen. Han ansågs protysk under andra världskriget, men hade ett mycket begränsat inflytande över tidningens redigering. Börje Brilioth är begravd på Norra kyrkogården i Visby.